# Back into the Darkness
Back into the Darkness è un album discografico a nome di Tito & Tarantula, pubblicato dall'etichetta discografica Jupiter X Records nell'aprile del 2008.

## Tracce
Tutti i brani sono stati composti da: Lolita Carroll Larriva, Tito Larriva e Steven Medina Hufsteter.
1. Come Out Clean – 4:01
2. Pretty Wasted – 3:54
3. Monsters – 2:49
4. Dust and Ashes – 3:03
5. End of Everything – 3:04
6. Now That You're Gone – 3:29
7. Machete – 3:17
8. Darkness – 3:35
9. Murder – 2:55
10. Like I Do – 3:03
11. In My Car – 3:51
12. If You Love Me (Si me quieres) – 3:43
13. Not Enough – 3:49

## Musicisti
- Tito Larriva - voce, chitarra ed altri strumenti

Tarantula
- Stevie Medina Hufsteter - chitarra, accompagnamento vocale
- Lucy la loca Carolina Rippy - basso, accompagnamento vocale
- Rafael Gayol - batteria, percussioni, accompagnamento vocale

Musicisti aggiunti
- Marcus Praed - piano, organo, tamburello, chitarra
- Lola (Lolita Lynn Carroll Larriva) - accompagnamento vocale, coro
- Janet (Janet Carroll) - accompagnamento vocale, coro
- Olivia - accompagnamento vocale, coro
- Jeff (Jeff Herring) - accompagnamento vocale, coro
- Ben - accompagnamento vocale, coro
- Cameron - accompagnamento vocale, coro

Note aggiuntive
- It Just Happened (È appena successo) - produttore
- Registrato a Bad Iburg (Germania) nell'estate del 2007
- Marcus Praed - ingegnere delle registrazioni
- Mixaggi e masterizzazioni effettuate al Elektromos Studios
- Marcus Praed e Martin Englert - ingegneri del mixaggio e della masterizzazione
- Raul Chavarria - original art
- Moritz Adler Formeldrei - art direction e layout
- Caroline Rippy - layout USA[3]